# Ethelwynn Trewavas
Ethelwynn Trewavas (ur. 5 listopada 1900 w Penzance, zm. 16 sierpnia 1993 w Reading) – brytyjska ichtiolożka, związana z Muzeum Historii Naturalnej w Londynie. Pamiętana jest głównie za prace nad rybami z rodzin Cichlidae i Sciaenidae. Współpracowała m.in. z Charlesem Tatem Reganem.

## Osiągnięcia
Trewavas została odznaczona medalem Towarzystwa Linneuszowskiego w Londynie w 1968 roku i wybrana na członka (honoris causa) tego towarzystwa w 1991 roku. W 1946 r. została honorowym zagranicznym członkiem Amerykańskiego Towarzystwa Ichtiologów i Herpetologów, a w 1986 r. otrzymała tytuł doktora honoris causa Uniwersytetu Stirling.